# 49 Ceti
49 Ceti – gwiazda w gwiazdozbiorze Wieloryba, znajdująca się około 194 lata świetlne od Ziemi. Jest białą gwiazdą ciągu głównego należącą do typu widmowego A1. W 1995 roku wokół niej zidentyfikowano gazowy pierścień, którego składnikiem jest tlenek węgla oraz być może dwutlenek węgla, a jego masę oszacowano na 400 mas Ziemi.